# Moindou
Moindou (in canaco: Mwâârhûû) è un comune della Nuova Caledonia nella Provincia del Sud.